# Ophrys latakiana
Ophrys latakiana là một loài thực vật có hoa trong họ Lan. Loài này được M.Schönfelder & H.Schönfelder mô tả khoa học đầu tiên năm 2001.